# 류다이잉
류다이잉(중국어 정체자: 劉黛瑩, 병음: Líu Dàiyíng, 한자음: 유대영, PAPA, 1984년 11월 10일 ~ )은 대만의 배우이다.

## 방송
- 미래마마
- 정의적산법
- 줄극장
- 도시구집